# Walborg Thorsell
Walborg Susanna Thorsell, född 12 februari 1919 i Stockholm, död 15 januari 2016, var en svensk forskare och uppfinnare med myggor och myggmedel som specialitet.
Hon disputerade 1967 vid Veterinärhögskolan för veterinärmedicine doktorsgrad, och var docent i experimentell parasitologi.
Walborg Thorsell påbörjade sina myggstudier som anställd vid Försvarets forskningsanstalt (FOA). Vid denna tid förekom påståenden från både USA och Sovjetunionen om att den andra parten bedrev experiment med malariamyggor relaterade till kemiska stridsmedel. Det svenska försvaret ansåg därför att det behövdes tas fram ett motmedel mot malariamyggor att användas av svenska soldater i krigstid. Existerande medel hade dock endera för låg effekt mot myggorna, eller biverkningar för soldaterna, och därför påbörjades studier av Thorsell och hennes grupp vid FOA för att hitta ett bättre myggmedel. Ämnet dietylamid visade sig ha en utmärkt effekt mot både malariamyggor och vanliga svenska skogsmyggor. I omodifierad form är det dock vattenlösligt, och sköljdes därför bort av svett när det applicerades på soldater. Thorsells lösning blev att förse mandelsyra med samma funktionella grupper som dietylamid, och det resulterande myggmedlet kallades DEMIDEX, som tillverkades under en lång följd av år. DEMIDEX hade bättre effekt mot mygg än det amerikansktillverkade DEET, som var och fortfarande är den vanligaste ingrediensen i insektsmedel generellt.
Efter sin pensionering från FOA fortsatte Thorsell att forska kring myggmedel vid zoologiska institutionen vid Stockholms universitet. Den forskningen resulterade i myggmedelssubstansen IXNIX.
Walborg Thorsell har givit namn åt en bakteriefamilj som hittats i malariamyggor, familjen Thorselliaceae med släktet Thorsellia. Hon är begravd på Skogskyrkogården i Stockholm.